# Онтра (Жер)
Онтра (фр. Antras) насеље је и општина у јужној Француској у региону Миди Пирене, у департману Жерс која припада префектури Ош.
По подацима из 2011. године у општини је живело 54 становника, а густина насељености је износила 8,19 становника/km². Општина се простире на површини од 6,59 km². Налази се на средњој надморској висини од 218 метара (максималној 251 m, а минималној 125 m).

## Демографија
| 1962. | 1968. | 1975. | 1982. | 1990. | 1999. | 2011. |
| ----- | ----- | ----- | ----- | ----- | ----- | ----- |
| 79    | 86    | 49    | 55    | 51    | 58    | 54    |

График промене броја становника у току последњих година